# China Girl (1942)
China Girl is een Amerikaanse dramafilm uit 1942 onder regie van Henry Hathaway.

## Verhaal
De Amerikaanse persfotograaf Johnny Williams weet tijdens de Tweede Wereldoorlog te ontsnappen uit een Japans gevangenenkamp in China. Hij vlucht naar Birma en leert er de knappe Chinese Hoali Young kennen. Omdat hij ook piloot is, dringt zijn vriend Shorty McGuire erop aan dat hij zich aanmeldt bij de Flying Tigers.

## Rolverdeling
| Acteur            | Personage        |
| ----------------- | ---------------- |
| Gene Tierney      | Hoali Young      |
| George Montgomery | Johnny Williams  |
| Lynn Bari         | Kapitein Fifi    |
| Victor McLaglen   | Majoor Bull Weed |
| Alan Baxter       | Bill Jones       |
| Sig Ruman         | Jarubi           |
| Myron McCormick   | Shorty McGuire   |
| Robert Blake      | Chandu           |
| Ann Pennington    | Artieste         |
| Philip Ahn        | Dr. Young        |